# Кок-Ротменсен, Моник
Моник Кок-Ротменсен, в девичестве Ротменсен (нидерл. Moniek Kok-Rotmensen, Пустой шаблон {{ВД-Преамбула}} ) — нидерландская профессиональная шоссейная велогонщица, чемпионка Нидерландов в групповой гонке среди юниорок.

## Образование и карьера
С 2004 по 2006 год Моник Кок-Ротменсен получала среднее профессиональное образование (MBO) по специальности «розничная и оптовая торговля». В дальнейшем продолжила образование в сфере администрирования и продаж: в 2008—2009 годах прошла курс по специальности офисный администратор, а в 2009—2010 годах — по направлению торговый представитель.
Ротменсен начала выступления на международной велосипедной арене уже в юниорском возрасте. В июле 2002 года в составе сборной Нидерландов участвовала в юниорском туре Internationale Rabobank Jeugdtour в Ассене. В прологе она показала пятый результат, проиграв победительнице всего 1,19 с, а в итоговой классификации заняла 4-е место.
В июне 2003 года стала чемпионкой Нидерландов в групповой гонке среди юниорок.
С 2005 по 2011 год выступала в шоссейном велоспорте на профессиональном уровне. Входила в состав сборной Нидерландов и представляла такие команды, как Therme Skincare (2005), Vrienden van het Platteland (2006), Ton van Bemmelen-Odysis (2007—2008) и Red Sun Cycling Team (2009).
В 2007 году, уже выступая за команду Vrienden van het Platteland, показала заметный результат на этапе женского Кубка мира, Тур Дренте, заняв 18-е место среди сильнейших гонщиц мира. Кроме того, в том же году одержала победу в гонке Терме Кассеейеномлоп.
В 2009 году вновь участвовала в Туре Дренте, однако финишировала лишь 61-й, что стало одним из последних её результатов на международной арене. Из-за тяжёлой травмы в начале 2011 года была вынуждена завершить спортивную карьеру. По собственным словам, с гордостью относится к своим достижениям и стремится применять ту же целеустремлённость в других сферах жизни.
Параллельно со спортивной деятельностью, с декабря 2001 по март 2010 года, работала продавцом-консультантом в магазине велосипедов Hopmans Fietsgigant B.V. в городе Берген-оп-Зом. С апреля 2010 по апрель 2011 года занимала должность офисного торгового представителя в компании Oneway Bike Industry B.V. в Ньиверкерк-ан-ден-Эйссел.
С апреля 2011 по январь 2014 года работала продавцом-консультантом в компании Rullens Tweewielers B.V.
С марта 2016 по январь 2018 года была сотрудником отдела продаж в спортивном магазине Decathlon Nederland в городе Бреда.
С апреля 2018 по апрель 2019 года занимала должность консультанта выставочного зала в сфере сантехники, а затем, с апреля 2019 по февраль 2021 года, работала менеджером отдела сантехники.
В феврале 2021 года начала деятельность в области ландшафтного проектирования, став подготовителем работ в компании JVM Tuinen в городе Стенберген. Там проработала до декабря 2021 года.
С января по февраль 2022 года находилась в отпуске по уходу за детьми в Крёйсланде.
С февраля 2022 по октябрь 2024 года продолжила работу в области ландшафтного проектирования в аналогичной должности в компании Dutch Quality Gardens — Visio Vireo Tuinen.
С октября 2024 года Моник Кок-Ротменсен работает персональным ассистентом в компании Plevier в Ауд-Гастеле.

## Достижения
2003
Омлоп ван Борселе U19
10-я на Ронде ван Гелдерланд
 Чемпионат Нидерландов U19 — групповая гонка
8-я на чемпионате Нидерландов U19 — индивидуальная гонка
2004
2-я на Омлоп ван Борселе U19
5-я на чемпионате Нидерландов U19 — индивидуальная гонка
5-я на 2-м этапе Холланд Ледис Тур
2005
10-я на 3-м этапе Тура Бретани
9-я на 5-м этапе Холланд Ледис Тур
2006
10-я на Флеш Эсбиньон
Стер Зеувс Эйанден
3-я на 2-м этапе
4-я на 3-м этапе
4-я в очковой классификации
9-я в молодёжной классификации
10-я на 1-м этапе Холланд Ледис Тур
2007
6-я на Новилон Ронде ван Дренте
Терме Кассеейеномлоп
2008
6-я на 7-Дорпеномлоп Албург
7-я на 2-м этапе Стер Зеувс Эйанден